# وهیتن (آیووا)
وهیتن (به انگلیسی: Whitten) شهری در ایالت آیووا کشور ایالات متحده آمریکا است که جمعیت آن در سرشماری سال ۲۰۱۰ میلادی، ۱۴۹ نفر بوده‌است.